# Badabujurg
Badabujurg fou un estat tributari de l'Índia, al Rajasthan. Era un jagir de Jaipur i estava governat per la branca Kalyanot dels Kachhwaha. La capital era Badabujurg.